# 海因茨·韦尔特耶
海因茨·韦尔特耶（德語：Heinz Wöltje，1902年1月4日—1968年9月26日），德国男子曲棍球运动员，场上位置是后卫。他曾代表德国参加1928年夏季奥林匹克运动会曲棍球比赛，获得一枚铜牌。